# Brookville (Indiana)
Brookville je městečko s něco málo přes 2500 obyvateli ležící na jihovýchodě státu Indiana ve Franklinově okresu, jehož je administrativním centrem. V městečku se narodil slavný americký voják, spisovatel a politik Lew Wallace (1827-1905).